# جورج توپو پنجم
جورج توپو پنجم (انگلیسی: George Tupou V؛ زاده ۴ مهٔ ۱۹۴۸ درگذشته ۱۸ مارس ۲۰۱۲) یکی از پادشاهان تونگا بود که بین سال‌های ۲۰۰۶ تا ۲۰۱۲ این سمت را بر عهده داشت.